# Посткросинг
Посткросинг е онлайн проект, който позволява на членовете си да изпращат и получават пощенски картички от всички краища на света. Мотото на проекта е „изпрати и получи картичка от случаен човек някъде по света!“.
Към юли 2020 г. Посткросинг има повече от 790 000 члена от 206 различни страни, които са регистрирали и разменили повече от 57 милиона картички, изминали повече от 290 милиарда километра или над 7,2 милиона обиколки на Земята. В България са регистрирани над 1500 души, които са изпратили над 127 000 картички, което нарежда страната на 45-о място.
Най-голям брой потребители са от Германия, Русия, САЩ, Нидерландия, Финландия, Тайван, Китай, Беларус, Чехия и Украйна. В световен мащаб, повечето посткросъри пребивават в Северна Америка, Европа и Източна Азия. Посткросинг е особено популярен в Източна Европа и бившите съветски републики.
Към декември 2018 г., повече от една трета от общия сбор на пощенските картички са изпратени от Германия, Русия и САЩ.